# 奇利姆利
奇利姆利是土耳其的城鎮，位於該國西北部，由迪茲傑省負責管轄，海拔高度120米，主要經濟活動有農業，農產品有堅果、玉米、煙草、蔬菜和甜菜，2011年人口6,356。
40°54′N 31°03′E / 40.900°N 31.050°E